# Abijiras
Os Abijiras ou abichiras são indígenas da América meridional que habitam na margem do rio Napo, Equador.